# Věra Adámková
Věra Adámková (* 19. října 1954 Praha) je česká lékařka internistka-kardioložka a politička, od roku 2017 poslankyně Poslanecké sněmovny PČR, členka hnutí ANO 2011.

## Profesní kariéra
V roce 1980 vystudovala 1. lékařskou fakultu Univerzity Karlovy v Praze. V letech 1980–82 působila Sedlčanech a Třebotově a od roku 1982 v pražském IKEMu. Odtud přešla do Nemocnici Na Homolce, kde pracovala v letech 1987–95. Od roku 1995 působí v pražském IKEMu na pracovišti preventivní kardiologie, kde se později[kdy?] stala přednostkou.
Vyučuje na 1. a 2. lékařské fakultě UK a na Fakultě biomedicínského inženýrství ČVUT. Od roku 2003 také na Jihočeské univerzitě na katedře klinických a preklinických oborů.
Od 6. února 2014 je také členkou správní rady VZP, v únoru 2018 byla zvolena její předsedkyní.
Stanula v čele výzkumného týmu, který od konce února 2020 zdarma a ve volném čase vypracovala studii proveditelnosti vývoje české vakcíny na onemocnění covid-19. Přípravu dostaly za úkol Státní zdravotní ústav, Ústav hematologie a krevní transfuze a Institut klinické a experimentální medicíny. Přípravný tým nejprve provedl rešerši znalostí mezi zmíněnými organizacemi. Další náklady spojené s výzkumem, odhadované na desítky milionů Kč, by mělo pokrýt ministerstvo zdravotnictví. Tým se chce zaměřit na inaktivovanou vakcínu, která obsahuje usmrcené viry – má jít o bezpečnou a osvědčenou metodu. Začátkem dubna 2020 Adámková uvedla, že zatím nechce předvídat, zda bude výzkum úspěšný a kdy by mohl mít hmatatelné výsledky, zprávu bude podle možné podat nejdříve za další dva měsíce. V případě, že by někdo mezitím poskytl licenci k nějaké vakcině, je tento tým flexibilní a je schopen ji začít vyrábět. Místopředseda České vakcinologické společnosti, epidemiolog Roman Chlíbek, snahu zpochybňoval s tím, že ve vakcínách jsme outsider, IKEM nikdy žádnou vakcínu nevyvinul a stejně tak SZÚ žádnou nevyvinul ani nezkoumal. Cestou vývoje celobuněčné vakcíny, inaktivované z celého viru, podle Chlíbka moc výzkumných týmu nejde a výsledek je nejistý. Chlíbek rovněž vyjádřil rozpaky nad tím, že týmu vyvíjejícímu očkování velí lékařka s úplně jinou specializací, a to kardiologickou, což je podle něj český unikát.

## Politická kariéra
Ve volbách do Senátu PČR v roce 2014 kandidovala jako nestraník za hnutí ANO 2011 v obvodu č. 21 – Praha 5. Se ziskem 15,76 % hlasů však skončila na 3. místě.
Ve volbách do Poslanecké sněmovny PČR v roce 2017 byla zvolena jako nestraník za hnutí ANO 2011 poslankyní v Praze (figurovala na 3. místě kandidátky).
Ve volbách do Poslanecké sněmovny PČR v roce 2021 úspěšně kandidovala na 2. místě kandidátky jako členka hnutí ANO 2011 v Praze.
Ve sněmovních volbách v roce 2025 kandiduje ze 4. místa kandidátní listiny hnutí ANO v Praze.

## Kritika

### Bludný balvan 2018
V roce 2019 obdržela zlatý bludný balvan v kategorii družstev (spolu s Andrejem Babišem, Tomio Okamurou a „dalšími hvězdami českého politického nebe“) za „blábolení a šíření pitomostí v oblasti zdravotnictví a vědy“. V laudatiu byl zmíněn její výrok: „Právě proto, že jsem certifikovaný homeopat, musím říci, že je naprosto špatně, kdyby se pustily tyto léky do prodeje, protože obsahují velmi závažné látky, byť tedy v malém ředění, které mohou lidské tělo poškodit.“

## Autorka
Je autorkou nebo spoluautorkou knih zaměřených na medicínu, např.:
- Úvod do problematiky epidemiologie a prevence kardiovaskulárních chorob, 2003
- Arteriální hypertenze mladých osob, těhotných a dětí, 2005, Vega (kolektiv autorů)
- Obezita – příčiny, typy, prevence a léčba, 2009, Facta Medica
- Civilizační choroby – žijeme spolu, 2010, Triton
- Hodnocení vybraných metod v kardiologii a angiologii pro praxi, 2016, Grada (kolektiv autorů)
- Kardiorenální syndromy, 2017, Maxdorf (spoluautor Štefan Kvítko)